# Brudholmen (i Esbo och Kyrkslätt)
Brudholmen är en ö i Finland. Den ligger i Finska viken och i kommunerna Esbo och Kyrkslätt i landskapet Nyland, i den södra delen av landet. Ön ligger omkring 17 kilometer sydväst om Helsingfors.
Öns area är 1,9 hektar och dess största längd är 170 meter i öst-västlig riktning.